# Castelo de Grignon

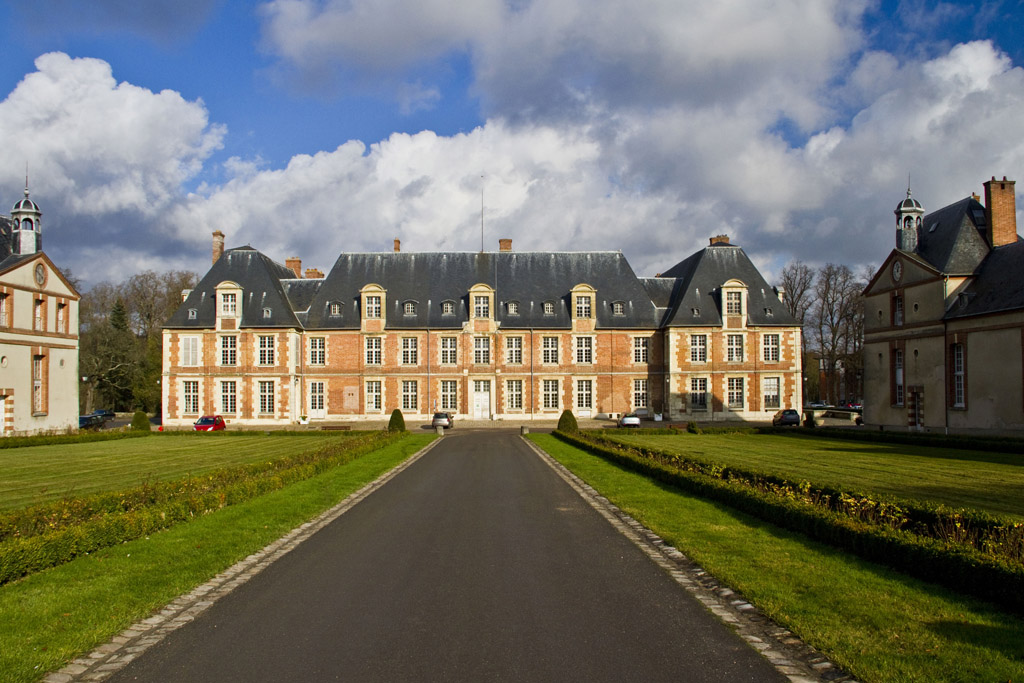
Château de Grignon, 2010

O Castelo de Grignon (em francês, Château de Grignon) é um palácio construído no século XVII. Fica situado na comuna de Thiverval-Grignon, departamento de Yvelines, na França. 
Atualmente é a sede de uma Escola Nacional Superior de Agronomia, ligada ao Instituto das Ciências Industriais do Vivo e do Ambiente (AgroParisTech).

## História
O Château de Grignon foi edificado em 1636 por Nicolas de Bellièvre, Marquês de Grignon e senhor de Neauphle. O seu pai, Pomponne de Bellièvre (1529-1607), Président à mortier (importante magistrado do ancien régime) do Parlamento de Paris, e depois Chanceler de França até à sua morte, havia comprado o domínio a Diane de Poitiers no século XVI.
Com a Revolução Francesa, depois da última Marquesa de Grignon, Madame de Brassac, o domínio tornou-se propriedade de Monsieur Auguie, cuja filha se casou com o Marechal Ney, em 1802. O casamento foi celebrado em Thiverval, na casa do prefeito da comuna.
O futuro Marechal Bessières de Istries viria a comprar o palácio, o parque, as terras e as quintas de Grignon em 1809. Em 1826, a sua viúva pôs o conjunto à venda. A adjudicação favoreceu Carlos X, que ali instalou o Instituto Real Agronômico de Grignon (Institution royale agronomique de Grignon)

## Escola Agrícola
A escola agrícola de Grignon criada por Carlos X mudou várias vezes de nome: tornou-se Escola Imperial de Agricultura em 1852, Escola Nacional de Agricultura em 1870, Escola Nacional Superior de Agronomia de Grignon em 1960 e Instituto Nacional Agronómico de Paris-Grignon em 1971. Hoje em dia assume a denominação de AgroParisTech, sendo, de facto, a mais antiga escola de agricultura e agronomia francesa.
No primeiro ano do curso, os alunos ficam alojados nas residências vizinhas do château. No local estão igualmente instalados laboratórios de pesquisa (laboratórios do centro INRA de Versailles-Grignon ou laboratórios associados, como o  CETIOM), assim como a  administração do INRA.

## Arquitetura e jardins
Situado no coração de um parque de 300 hectares fechado por um longo muro, o palácio foi construído em U, no estilo Luís XIII (paramento de tijolos e pedras), e é ladeado por numerosos edifícios do século XIX, que compunham as antigas áreas de serviço, e por instalações mais recentes, com vocação científica, datadas do  século XX.